# Engle eller dæmoner
Engle eller dæmoner er det fjerde studiealbum af den danske popgruppe Nik & Jay, der udkom den 26. april 2011 på Copenhagen Records. Albummet følger op på 3: Fresh, Fri, Fly (2006) efter en pause på fem år. Det er ifølge Nik & Jay deres mest personlige og ambitiøse album til dato, og indeholder for første gang tre sange fremført på engelsk, samt samarbejder med Morten Breum, Joey Moe, Eivør og Burhan G. Albummet har affødt top 10-singlerne "Mod solnedgangen", "Gi' mig dine tanker" og "Udødelige".
Engle eller dæmoner modtog flest negative anmeldelse fra de danske musikkritikere. Albummet debuterede på førstepladsen af album-hitlisten, med 13.919 solgte eksemplarer i den første uge. I august 2011 modtog albummet dobbelt platin for 40.000 solgte eksemplarer. Engle eller dæmoner var det sjette bedst sælgende album i Danmark i 2011 ifølge IFPI Danmark og Nielsen Music Control.

## Singler
Førstesinglen "Mod solnedgangen" udkom den 21. februar 2011, og debuterede på førstepladsen af singlelisten og blev dermed gruppens fjerde nummer ét-hit. Singlen er efterfølgende blevet certificeret platin for 30.000 downloads. Singlen var den sjette bedst sælgende single i 2011 ifølge IFPI Danmark.
"Gi' mig dine tanker" blev udsendt som anden single den 6. juni 2011. Sangen sampler Ray Dee Ohh-hittet "Efterår" fra 1990, med tekst skrevet af Steffen Brandt fra tv-2. Den 15. juli udkom singlen i en remix-udgave med rapperne Young, Kesi, Kidd og Gilli. "Gi' mig dine tanker" opnåede en sjetteplads på hitlisten, og modtog i august 2011 guld for 15.000 downloads.
Den 3. oktober 2011 udkom "Udødelige" som tredje single fra Engle eller dæmoner. Sangen omhandler den "altoverskyggende kærlighed i et parforhold", og er blevet beskrevet som en "popballade [...] hvor strygerne går ind i himlen, og Nik & Jay giver en hilsen til 80′ernes pop-lyd." Singlen debuterede som nummer 28 på hitlisten, og har sidenhen opnået en plads som nummer syv. "Udødelige" modtog guld for 15.000 downloads i slutningen af januar 2012.
"Mit hjerte" udkom som fjerde og sidste single fra Engle eller dæmoner den 6. februar 2012. Sangen opnåede ikke en placering på hitlisten.

## Spor
| #   | Titel                                                    | Sangskriver(e)                                                                       | Producer(e)                                  | Længde |
| --- | -------------------------------------------------------- | ------------------------------------------------------------------------------------ | -------------------------------------------- | ------ |
| 1.  | "Mandag d. 7. juni"                                      | Kim Jacobsen, Niclas Petersen, Jannik Thomsen                                        | Puma, Jannik Thomsen*                        | 2:17   |
| 2.  | "Mod solnedgangen"                                       | Jacobsen, Johannes Jules Wolfson, Jon Ørom, Petersen, Thomsen                        | Puma, Jon & Jules*                           | 4:18   |
| 3.  | "Engle eller dæmoner"                                    | Petersen, Thomsen                                                                    | Jannik Thomsen                               | 4:11   |
| 4.  | "Gi' mig dine tanker"                                    | Michael Bruun, Poul Halberg, Steffen Brandt, Wolfson, Ørom, Petersen, Thomsen        | Jon & Jules, Jannik Thomsen*                 | 3:37   |
| 5.  | "Your Body (Wrote This Song)"                            | Wolfson, Ørom, Petersen, Thomsen                                                     | Jon & Jules                                  | 3:17   |
| 6.  | "Udødelige"                                              | Wolfson, Ørom, Petersen, Thomsen                                                     | Jon & Jules                                  | 4:33   |
| 7.  | "Mit hjerte"                                             | Wolfson, Ørom, Petersen, Thomsen                                                     | Jon & Jules                                  | 3:14   |
| 8.  | "Crystal" (featuring Morten Breum)                       | Klaus Christensen, Morten Breum, Wolfson, Ørom, Lars Ankerstjerne, Petersen, Thomsen | Klaus Christensen, Morten Breum, Jon & Jules | 4:01   |
| 9.  | "My City" (featuring Joey Moe)                           | Wolfson, Ørom, Joey Moe, Petersen, Thomsen                                           | Jon & Jules                                  | 3:10   |
| 10. | "Du"                                                     | Wolfson, Ørom, Petersen, Thomsen                                                     | Jon & Jules                                  | 4:07   |
| 11. | "Moonlight"                                              | Jacobsen, Petersen, Thomsen                                                          | Puma                                         | 4:16   |
| 12. | "Bølgerne ved Vesterhavet" (featuring Eivør og Burhan G) | Eivør Pálsdóttir, Wolfson, Ørom, Petersen, Thomsen                                   | Jon & Jules                                  | 4:15   |

### Limited Edition
| 1. | "D4ML"                                             | Jacobsen, Petersen, Thomsen                   | Puma                            | 3:57 |
| 2. | "Tættere på himlen" (Burhan G featuring Nik & Jay) | Burhan Genc, Wolfson, Ørom, Petersen, Thomsen | Jon & Jules, Puma               | 4:46 |
| 3. | "Fest" (Morten Breum featuring Nik & Jay)          | Petersen, Thomsen, Morten Breum               | Klaus Christensen, Morten Breum | 4:00 |

| 1. | "Solopgang (Mod solnedgangen pt. 2)" | 3:50 |

### Bokssæt
- Nexus Music Xtra Vol. 1 er tidligere udgivet som selvstændigt album den 10. august 2009.[29]

| 1. | "Yo-Yo Pt. 2" (Joey Moe, Jinks, Nik & Jay) | 3:52 |
| 2. | "HulaHop" (Joey Moe, Nik & Jay)            | 4:16 |
| 3. | "[Dai] to the Beat" (Jinks)                | 4:19 |
| 4. | "In the [Hæd]" (Jinks)                     | 4:01 |
| 5. | "Xtra nummer" (Nik & Jay)                  | 3:47 |
| 6. | "Grib natten" (Joey Moe)                   | 3:18 |
| 7. | "Drømmemusik" (Nik & Jay)                  | 4:11 |

(*) Co-producer
Noter
- "Gi' mig dine tanker" indeholder uddrag fra Ray Dee Ohhs "Efterår".
- "Bølgerne ved Vesterhavet" indeholder uddrag fra Eivørs "Trøllabundin".

## Hitlister og certificeringer
| Hitliste (2011) | Højeste placering |
| --------------- | ----------------- |
| Danmark         | 1                 |

| Hitliste (2011) | Placering |
| --------------- | --------- |
| Danmark         | 6         |
| Hitliste (2012) | Placering |
| Danmark         | 85        |

| Land (Organisation) | Certificering |
| ------------------- | ------------- |
| Danmark (IFPI)      | 2× Platin     |